# Pangaeus aethiops
Pangaeus aethiops är en insektsart som först beskrevs av Fabricius 1787.  Pangaeus aethiops ingår i släktet Pangaeus och familjen taggbeningar. Inga underarter finns listade i Catalogue of Life.